# Geotrygon
Geotrygon är ett släkte med fåglar i familjen duvor inom ordningen duvfåglar med nio nu levnade arter som förekommer i Västindien samt från Mexiko till nordöstra Argentina:
- Indigokronad vaktelduva (G. purpurata)
- Safirvaktelduva (G. saphirina)
- Tofsvaktelduva (G. versicolor)
- Röd vaktelduva (G. montana)
- Violett vaktelduva (G. violacea)
- Kubavaktelduva (G. caniceps)
- Hispaniolavaktelduva (G. leucometopia)
- Karibvaktelduva (G. chrysia)
- Tygelvaktelduva (G. mystacea)

Ytterligare en art finns beskriven som dog ut i förhistorisk tid under holocen, puertoricovaktelduva (Geotrygon larva).
Tidigare fördes även vaktelduvorna i Zentrygon och Leptotrygon till Geotrygon, men DNA-studier visar att de inte är varandras närmaste släktingar.